# Khăn

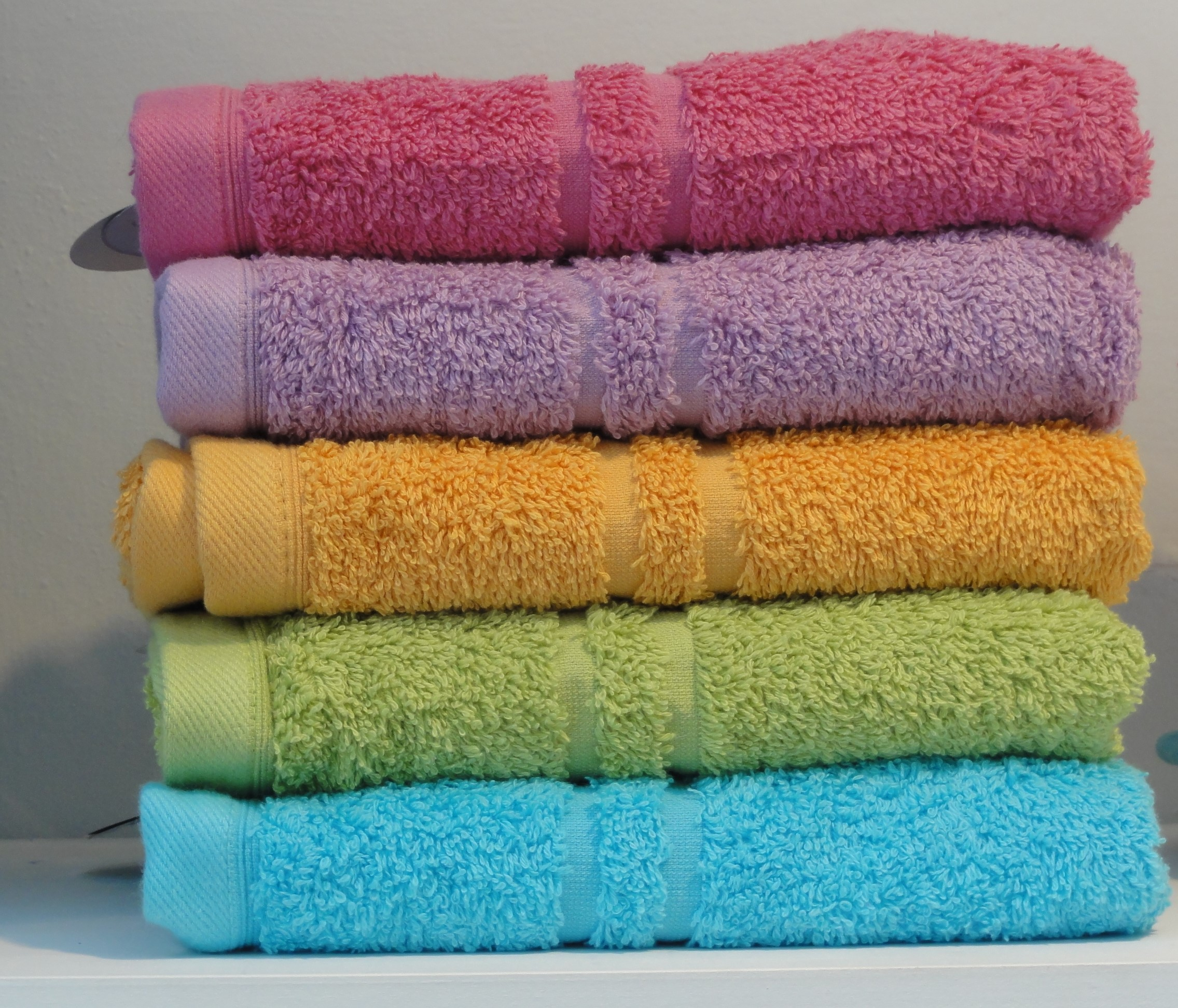
Chồng khăn nhiều màu sắc

Khăn là một mảnh vải hoặc giấy thấm được sử dụng để làm khô hoặc lau cơ thể hoặc bề mặt. Nó hút độ ẩm thông qua tiếp xúc trực tiếp, thường sử dụng một chuyển động làm mờ hoặc cọ xát bề mặt cần lau khô.
Trong các hộ gia đình, một số loại khăn vải được sử dụng, bao gồm khăn lau tay, khăn tắm và khăn bếp. Ở vùng khí hậu ấm áp, mọi người cũng có thể sử dụng khăn tắm biển.
Khăn giấy được cung cấp trong phòng tắm hoặc văn phòng để người dùng lau khô tay. Chúng cũng được sử dụng trong các hộ gia đình cho một loạt các công việc lau, làm sạch và lau khô.